# Eden’s Fire
Eden’s Fire – trzeci album studyjny polskiej grupy muzycznej Hermh. Wydawnictwo ukazało się 29 marca 2006 roku nakładem wytwórni muzycznej Empire Records. Rozszerzoną o teledysk do utworu „Prepare To Revolt” edycję Eden’s Fire tego samego roku wydała firma Pagan Records. Obraz do scenariusza wokalisty i lidera Hermh zrealizował Radek „Larry TM” Grabiński, który współpracował również z grupą Closterkeller.

## Lista utworów
Źródło.
1. „Prepare to Revolt” (muzyka: Hermh; słowa: Bart) - 5:36
2. „Back from Divine” (muzyka: Hermh; słowa: Bart) - 3:58
3. „Septu Annu (Theory of Nature)” (muzyka: Hermh; słowa: Bart) - 6:32
4. „Immortal Stars” (muzyka: Hermh; słowa: Bart) - 5:08
5. „Fear of Blood” (muzyka: Hermh; słowa: Bart) - 5:40
6. „Eternalization” (muzyka: Hermh; słowa: Bart) - 4:54
7. „Vampyronium” (muzyka: Hermh; słowa: Bart) - 3:42
8. „Fury” (muzyka: Hermh; słowa: Bart) - 4:38

## Twórcy
Źródło.
- Bartłomiej „Bart” Krysiuk – wokal prowadzący
- Tomasz „Hal” Halicki – gitara basowa
- Adam „Socaris” Wasilewski – gitara rytmiczna, gitara prowadząca
- Łukasz „Icanraz” Sarnacki – perkusja
- Wojciech „Flumen” Kostrzewa – instrumenty klawiszowe
- Wojciech Wiesławski – inżynieria dźwięku, miksowanie, mastering
- Sławomir Wiesławski – inżynieria dźwięku, miksowanie, mastering